# Alessio Verati
Alessio Verati (...) è un organaro italiano, attivo nel XIX secolo, per lo più in Emilia e in Romagna.
È sepolto nel pozzetto 470, Chiostro III, portico ovest, del cimitero monumentale della Certosa di Bologna.

## Organi (elenco parziale)
- Bologna, San Giacomo alla Croce del Biacco - opera n° 84(1862)
- Bologna, San Paolo Maggiore - 1833-1834
- Cento (FE), Chiesa del Santo Rosario - 1845
- Modena, Beata Vergine del Rosario e Santa Caterina da Siena - 1847
- Forlì, chiesa di Sant'Antonio Abate in Ravaldino - 1858
- Modena, San Geminiano - 1861
- Bologna, San Girolamo della Certosa - 1836
- Sassuolo, San Giorgio - 1852
- Montale Rangone (Mo), San Michele Arcangelo - 1849
- Luminasio (BO), Santa Maria Assunta - 1849